# Марцел (брат цара Јустина II)
Марцел ( грч. Μάρκελλος ) је био брат византијског цара Јустина II (р. 565–578) и генерал под његовим ујаком, царом Јустинијаном I (р. 527–565. године).

## Биографија
Марцел је био син Вигилантије, Јустинијанове сестре, и Дулцидија (или Дулцисима), а самим тим и брат цара Јустина II и Прејекте. Био је ожењен Јулијаном, ћерком Флавија Анастасија Павла Проба Москијана Проба Магнуса, конзула из 518. и рођака цара Анастасија I (р. 491–518. године). Јулијана је била непоколебљиви монофизит, и упркос породичном сродству са царем Јустином II, током његове владавине била је прогоњена због своје вере, затворена у манастир у Халкидону и присиљена да обавља најслабије послове све док није пристала да комуницира, чиме је (барем споља) одрекла се своје вере.
Године 544, Марцел је постављен за генерала, заједно са Константинијаном, у текућем Лазичком рату (541–562. године) против Сасанидске Персије, заменивши убијене генерале Јуста (Јустинијанов рођак, а тиме и Марцеловог ујака) и Перанија. Према Прокопију, у то време Марцел је био још веома млад, „тек је стигао у мушко доба“. Ту, међутим, нису забележене никакве његове активности, а рат је убрзо окончан примирјем.
Марцел се поново појављује 562. године, када је велика хорда Бугара упала на Балкан и упала у Тракију све до околине Константинопоља, а цар Јустинијан I је одредио Марцела да поведе војску против њих. Поново се помиње (као патриције ) крајем 565. године, када је играо важну улогу, поред Бадуарија, у свечаностима поводом ступања на власт цара Јустина II.
Датум његове смрти није познат; око 582/583, нови византијски цар Маврикије (р. 582–602. године) поделио је његову имовину између његовог оца Павла и његовог брата Петра.